# Mail.ru

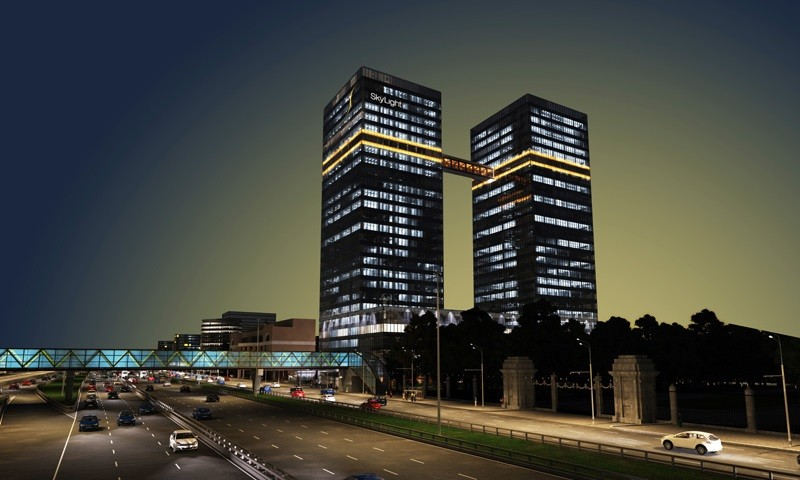
モスクワにある本社ビル

Mail.ru（メイルルー）は、ロシアのMail.ruグループが運営する、無料の電子メールサービスである。
この分野ではロシア最大のサービスで、多くのロシア人および旧ソ連邦に属した国々でロシア語を使っている人々が、@mail.ruのドメイン名で電子メールを使用している。また、ポータルサイトとしてGoogleやヤンデクスなどとの協力、または独自にロシア最大の検索サービスのひとつも提供し、SNSの面ではOdnoklassnikiおよびモイミールにもアクセスできる。
1998年にユージン・ゴーランド (Eugene Goland) によってニューヨーク市に本部を持ち、ロシアやウクライナでもビジネスを展開するデータアートのスピンオフとして始められ、2001年から現在の名称になっている。